# Николка
Нико́лка — древний щитовой вулкан на полуострове Камчатка. Расположен в нижнем течении реки Щапина, на её правом берегу.
Вулкан сложен андезито-базальтовыми лавами, образовавшимися в плиоцене и раннем плейстоцене. Диаметры его основания равны 35 и 25 км, площадь вулкана — 700 кв. км. Щитовая постройка расположена поверх денудированного фундамента, сложенного мел-палеогеновыми породами. Восточная часть щита располагается на миоценовых и плиоценовых отложениях. На восточном склоне вулкана расположено несколько молодых побочных шлаковых конусов, образовавшихся  в голоцене. От них начинаются базальтовые потоки.